# كرم بيرم
كرم بيرم قرية سورية تقع في محافظة طرطوس تابعة لمنطقة طرطوس ناحية خربة المعزة

## الحارات
تتألف كرم بيرم من عدة حارات :
- كرم بيرم أو بيت بو نسينا
- بيت يحيى
- حكر عصفور
- بيت سلامة
- حكر شحود
- البرداني.

## معالم
أشهر معالم القرية
- مقام الشيخ سلمان وهو معلم ديني بني بيد سكان القرية ووافق ذلك سكناهم في المنطقة.
- مقام السلطان عبد النور وهو قبة كبيرة فيها مراقد لعدد من الشيوخ المتقادمين من القرية